# Europæisk Venstreparti
Europæisk Venstreparti (engelsk: 'European Left', formelt The Party of the European Left) er et europæisk politisk parti, der består af socialistiske partier i EU og andre lande i Europa. I Europa-Parlamentet er partiet en del af Forenede Europæiske Venstrefløj/Nordisk Grønne Venstre og har siden Europa-Parlamentsvalget 2009 haft 18 af gruppens 35 medlemmer.
Partiet blev dannet i Rom i 2004 forud for valget til Europaparlamentet samme år. Formand har siden 2010 været Pierre Laurent.
Flere af medlemspartierne og observatørerne deltager også i det mere yderligtgående European Anticapitalist Left.
Enhedslisten blev medlem i juni 2010 og havde indtil da haft observatørstatus.

## Eksterne kilder
Bemærkninger
Kilder
1. ↑  www.european-left.org Arkiveret 6. februar 2012 hos  Wayback Machine European Left 25. juni 2010